# Дадаизм

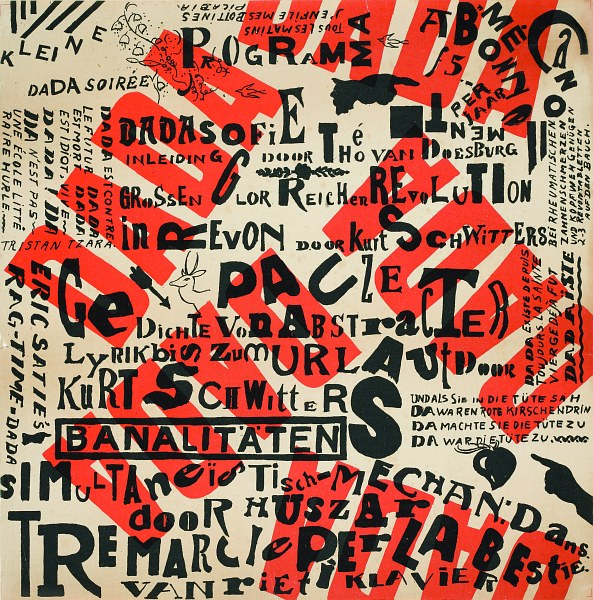
Тео ван Дусбург. Плакат с объявлением вечера дадаистов

Дадаи́зм, или дада — авангардистское течение в литературе, изобразительном искусстве, театре и кино. Зародилось во время Первой мировой войны в нейтральной Швейцарии, в Цюрихе (Кабаре Вольтер). Существовало с 1916 по 1923 год.
В 1920-е годы французский дадаизм слился с сюрреализмом, а в Германии — с экспрессионизмом. Некоторые теоретики искусства считают, что из дадаизма берёт своё начало постмодернизм.

## Происхождение термина
Основатель течения поэт Тристан Тцара обнаружил в словаре слово «дада». «На языке негритянского племени Кру, — писал Тцара в манифесте 1918 года, — оно означает хвост священной коровы, в некоторых областях Италии так называют мать, это может быть обозначением детской деревянной лошадки, кормилицы, удвоенным утверждением в русском и румынском языках. Это могло быть и воспроизведением бессвязного младенческого лепета. Во всяком случае — нечто совершенно бессмысленное, что отныне и стало самым удачным названием для всего течения». По версии Гуго Балля, создателя Кабаре Вольтер, слово ДАДА символизировало двоекратное явление ему христианского мистика Дионисия Ареопагита (позже, в 1923 году, Балль написал книгу о византийском христианстве).

## Характеристика
Дадаизм возник как реакция на последствия Первой мировой войны, жестокость которой, по мнению дадаистов, подчеркнула бессмысленность существования. Рационализм и логика объявлялись одними из главных виновников опустошающих войн и конфликтов. Главной идеей дадаизма было последовательное разрушение какой бы то ни было эстетики. Дадаисты провозглашали: «Дадаисты не представляют собой ничего, ничего, ничего, несомненно, они не достигнут ничего, ничего, ничего».
Основными принципами дада были иррациональность, отрицание признанных канонов и стандартов в искусстве, цинизм, разочарованность и бессистемность. Считается, что дадаизм явился предшественником сюрреализма, во многом определившим его идеологию и методы. К основателям дадаизма чаще всего относят поэтов Хуго Балля, Рихарда Хюльзенбека (Richard Huelsenbeck), Тристана Тцару и художников Ханса Арпа, Макса Эрнста и Марселя Янко, встретившихся в нейтральной Швейцарии. По словам Хюльзенбека, «все они были выброшены за границы своей родины войной и все они в одинаковой мере были пропитаны бешеной ненавистью к правительствам своих стран».
Непосредственной предтечей дадаизма, предвосхитившей его основные черты почти за сорок лет, стала парижская «школа фумизма» во главе с писателем Альфонсом Алле и художником Артуром Сапеком. Многие выходки фумистов, а также их «живопись» и музыкальные произведения кажутся точными цитатами из дадаистов, хотя были созданы на рубеже 1880-х годов.
Дадаизм имел антивоенную и антибуржуазную направленность, примыкая к радикальным левым политическим течениям анархизма и коммунизма.
В Советской России отголоском дадаизма была группа «Ничевоки», существовавшая в 1920—1922 годы в Москве и Ростове-на-Дону. Она опубликовала «Манифест от ничевоков», «Декрет о ничевоках поэзии» и манифест «Да здравствует последний интернационал Дада мира».

## В изобразительном искусстве
В изобразительном искусстве наиболее распространённой формой творчества дадаистов был коллаж — технический приём создания произведения из определённым образом скомпонованных и наклеенных на плоскую основу (холст, картон, бумагу) кусочков разнообразных материалов: бумаги, ткани и т. д. В дадаизме можно выделить три ветви развития коллажа: цюрихский «случайный» коллаж, берлинский манифестационный коллаж и кёльнско-ганноверский поэтический коллаж.

### Коллаж в Цюрихе
В Цюрихе дадаисты делали упор на случайность коллажа, произвольность комбинирования элементов. Например, Ханс Арп создавал свои коллажи, в случайном порядке высыпая на лист картона четырёхугольники из цветной бумаги и приклеивая их так, как они легли. Тристан Тцара предлагал разрезать газету на слова и вслепую доставать их из сумки, чтобы составить стихотворение (таким образом, использование коллажного принципа не является прерогативой только изобразительного искусства, но мигрирует в поэзию). Литературовед Клаус Шуман писал о случайности в поэтических произведениях Арпа следующее: «Она [случайность] высвобождает силы, которые сознательно используются антихудожественно и должны главным образом свести ad absurdum все, что обычно ассоциируется с искусством: эстетическую форму, законы композиции, размер и стиль». «Созданные по законам случая» коллажи Арпа скупы в формальном отношении, тяготеют к абстракции и содержательно замкнуты на процесс своего создания.

### Коллаж в Берлине
Коллаж берлинских дадаистов многосоставен, визуально насыщен и зачастую носит ярко выраженный политический, протестный заряд. Художник Георг Гросс утверждал, что коллаж даёт возможность выразить в зрительной форме то, что было бы запрещено цензурой, будь оно сказано словами. В берлинском коллаже активно используются фрагменты фотографий, и художники настаивают на термине «фотомонтаж», чтобы подчеркнуть отличие своих работ от «живописного» кубистского коллажа. Себя они именуют «фотомонтажниками», проводя параллель с рабочими промышленных предприятий и снижая пафос фигуры творца.
Главное отличие берлинского дадаизма от цюрихского было сформулировано художником Раулем Хаусманом следующим образом: «В Швейцарии дада был скорее „артистической игрой“, в то время как Берлин вынужден был непосредственно выступать против конфликтов, вызванных войной и позднее распространением большевизма». Первая мировая война, не коснувшаяся Швейцарии, принесла в Берлин голод и смуту. Отречение от престола кайзера Вильгельма II, Ноябрьская революция, в ходе которой Берлин стал ареной уличных боёв между различными политическими группами, убийство коммунистов Карла Либкнехта и Розы Люксембург, установление Веймарской республики — вот тот кипящий котёл событий, произошедших в течение всего двух лет (1918—1919 гг.), в котором варились участники берлинского Клуба Дада: Хюльзенбек, Хаусман, Гросс, Виланд Херцфельде и его брат Джон Хартфилд, Ханна Хёх, Иоганнес Баадер. Вся группа отстаивала радикально левые взгляды, выступала яростным противником буржуазной республики Эберта и Шейдемана, однако только трое: Херцфельде, Гросс и Хартфилд — вступили в Коммунистическую партию Германии, созданную в 1918 году. Берлинские дадаисты даже создали «Центральный совет дадаистов за мировую революцию» и в 1919 году выступили с манифестом, в котором призывали к союзу всех творческих мужчин и женщин на основании радикального коммунизма и немедленную экспроприацию собственности.
Группа поддерживала идею радикальных перемен в политике и искусстве. На смену индивидуалистическому искусству, замкнутому в башне из слоновой кости, должно было прийти открытое действительности искусство, в котором художник «ликвидирует в себе свои собственные, самые личностные тенденции». Все индивидуальное признавалось ложным, наносным, выспренним. Была артикулирована необходимость отказаться от этой лжи в пользу подлинной объективности, необходимость дать голос самой реальности, и для этого как нельзя лучше подходила коллажная техника. В результате применения её к фотографии, признаваемой дадаистами за её достоверность и беспристрастность «оправданной образной формой передачи информации», рождается фотомонтаж — искусство, в котором фотографический материал переживает метаморфозу, показывающую, как в процессе разрушения действительность чудесным образом возрождается в новом продукте. Фотомонтаж также считается формой передачи информации, но более сложной и содержательной, так как в отличие от фотографии, представляющей собой один кадр, коллаж может вместить множество кадров, не развёрнутых во времени, как в кино, а опространствленных. Будучи способным воздействовать моментально и прямо, не требуя «вчувствования», этот метод, как пишет Рауль Хаусман, «обладал пропагандистской силой, эксплуатировать которую у их [художников] современников не хватало смелости».

### Коллаж в Ганновере и Кёльне
Третья интенция — наделение коллажа свойствами поэтического произведения — реализуется в кёльнских произведениях Макса Эрнста, а также в мерц-картинах Курта Швиттерса, работавшего в Ганновере. Хотя стиль этих художников несхож, их роднит то, что оба понимают коллаж как явление, близкое поэзии. Так, Курт Швиттерс писал: «В поэзии слово противопоставляется слову, здесь же [в мерц-коллаже или ассамбляже] Faktor противопоставляется Faktor’у, материал — материалу». В свою очередь Макс Эрнст определяет коллаж следующим образом: «…техника коллажа есть систематическая эксплуатация случайного или искусственно спровоцированного соединения двух или более чужеродных реальностей в явно неподходящей для них среде, и искра поэзии, которая вспыхивает при приближении этих реальностей».

## В политике
По мнению американского историка Стивена Коткина, действия ленинского правительства сразу после захвата власти в Петрограде своей карикатурной абсурдностью напоминали дадаизм.

## Дада и детерминизм
В год столетия дадаизма были проведены параллели между дада и механическим детерминизмом, прогресс в котором поставил мир перед угрозой ядерной катастрофы. Таким образом, дадаисты, «не представляя собой ничего», достигли «всего».

## Представители дадаизма
- Луи Арагон (1897—1982), Франция

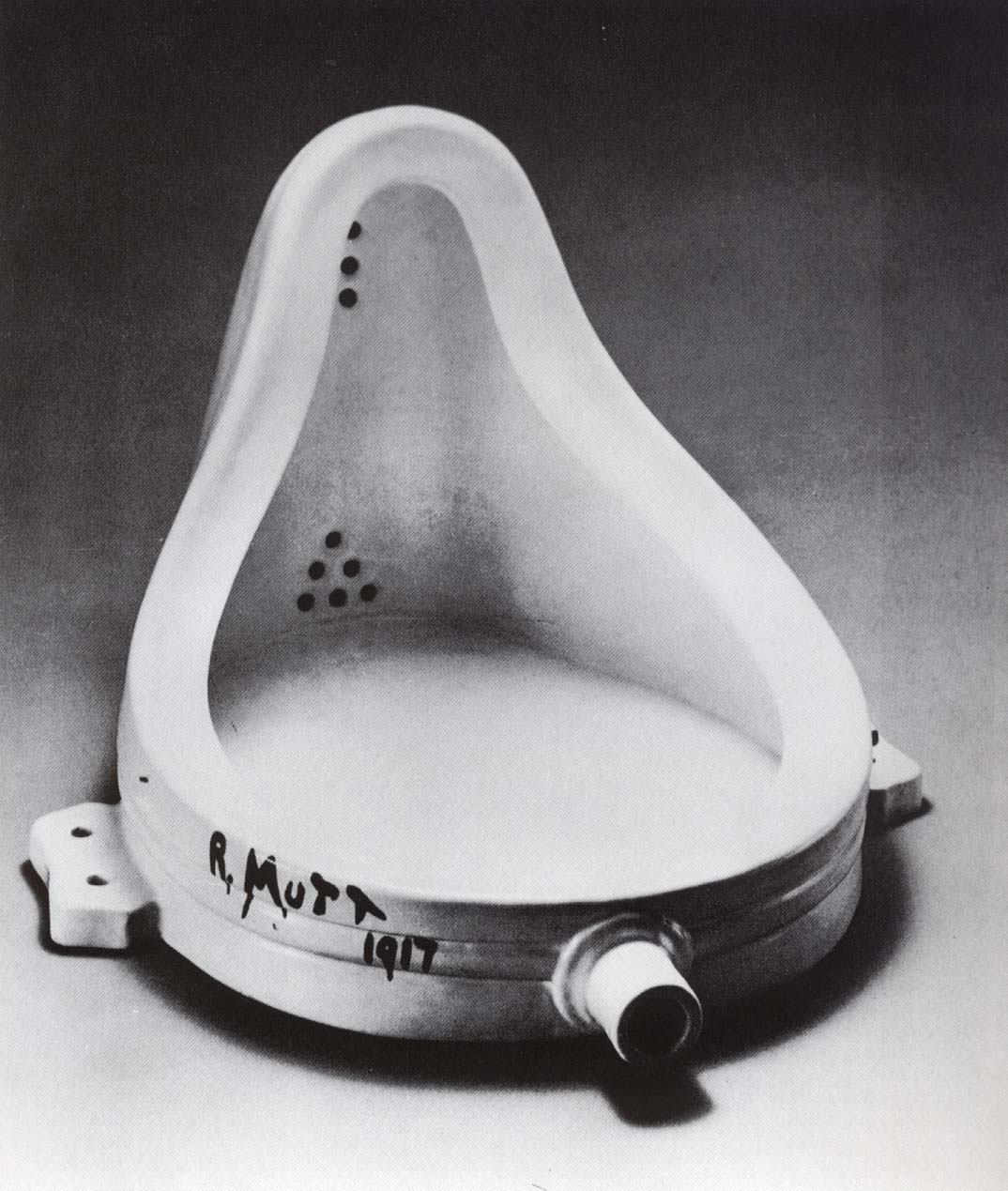
«Фонтан» Марселя Дюшана, представляющий собой писсуар с автографом и датой

- Хуго Баль (1886—1927), Германия, Швейцария
- Андре Бретон (1896—1966), Франция
- Георг Гросс (1893—1959), Германия, Франция и США
- Отто Дикс (1891—1969), Германия
- Марсель Дюшан (1887—1968), Франция
- Вальтер Зернер (1889—1942), Австрия
- Кацуо Оно (1906—2010), Япония
- Ёсиюки Эйсуке (1906—1940), Япония
- Франсис Пикабиа (1879—1953), Франция
- Ман Рэй (Man Ray, 1890—1976), Франция, США
- Филипп Супо (1897—1990), Франция
- Тацуми Хидзиката (1928—1985), Япония
- Софи Тойбер-Арп (1889—1943), Швейцария и Франция
- Тристан Тцара (1896—1963), Румыния, Франция
- Отто Фрейндлих (1878—1943), Германия, Франция
- Эльза фон Фрейтаг-Лерингховен (1874—1927), Германия и США
- Джон Хартфилд (1891—1968), Германия, СССР, Чехословакия, Великобритания
- Рауль Хаусманн (Raoul Hausmann) (1886—1971), Германия
- Ханна Хёх (1889—1978), Германия
- Курт Швиттерс (1887—1948), Германия
- Юлиус Эвола (1898—1974), Италия
- Поль Элюар (1895—1952), Франция
- Макс Эрнст (1891—1976), Германия и США
- Марсель Янко (1895—1984), Румыния, Израиль